# Einfarb-Rußmeise

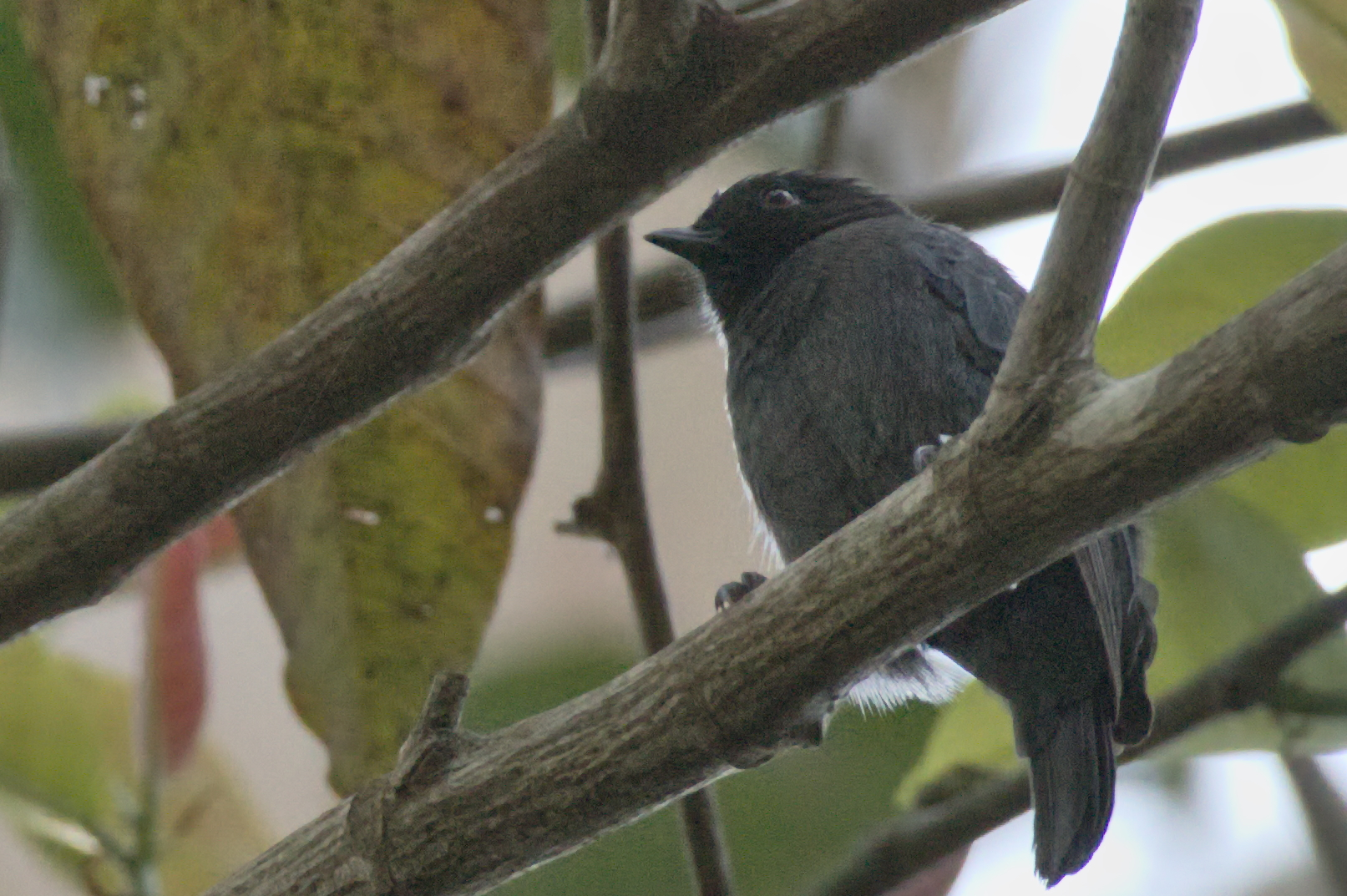
Einfarb-Rußmeise M. f. gabela

Die Einfarb-Rußmeise (Melaniparus funereus, Syn.: Parus funereus; Parus nigricinereus) ist eine Vogelart aus der Familie der Meisen (Paridae).

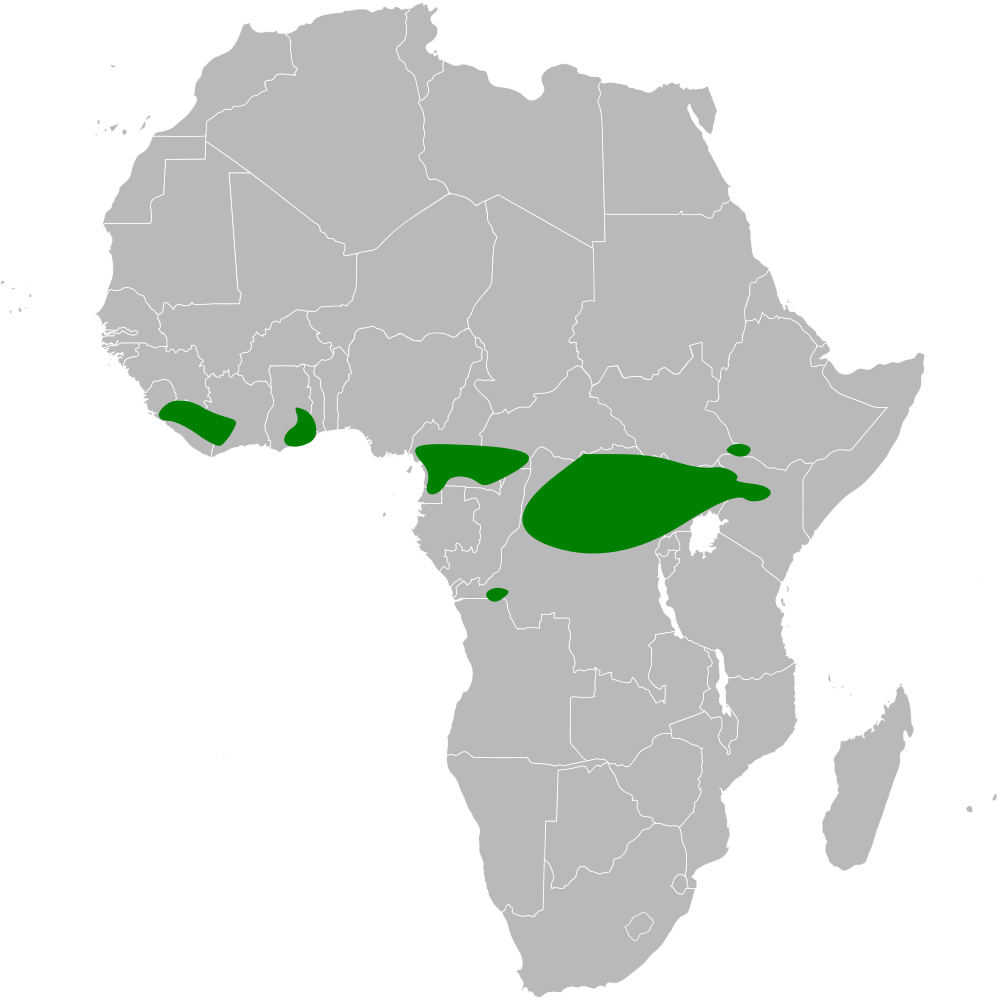
Verbreitungsgebiet der Einfarb-Rußmeise

Der Vogel kommt im Tropischen Wald im westlichen Afrika in Angola, in der Demokratischen Republik Kongo, in Guinea, Kenia und Uganda vor.
Der Lebensraum umfasst immergrünen Primär-, Sekundär-, auch Galeriewald, alte Plantagen meist in 900–2500, in Liberia auch ab 550 m Höhe.
Der Artzusatz kommt von lateinisch funus, funeris ‚Leichenbegängnis, Bestattung‘.
Diese Meise ist ein Standvogel.

## Merkmale
Die Art ist 13–15 cm groß und wiegt 22–29 g. Die einzige Meise im Tiefland und in mittlerer Höhe, durch das schwarze oder dunkelgraue Gefieder zusammen mit der roten Iris leicht zu erkennen. Das Männchen ist durchgehend schwärzlich oder tiefschwarz, frisches Gefieder ist am Scheitel und der Oberseite bis zu den Oberschwanzdecken bläulich-grün glänzend, die Flügeldecken glänzen etwas weniger. Die Augen sind leuchtend dunkelrot bis orange-rot, der Schnabel ist schwarz, die Beine sind bläulich-grau oder schwarz. Das Weibchen ist etwas grauer und weniger glänzend. Jungvögel sehen weibchenartig aus, haben aber weiße Spitzen an den Deckflügeln und dunkle Augen.
Am Übergang zum Bergwald kommt auch die Schwarzbrust-Rußmeise (Melaniparus fasciiventer) vor, die sich aber durch die blassere Unterseite und viel Weiß in den Flügeln unterscheidet.

## Geografische Variation
Es werden folgende Unterarten anerkannt:
- M. f. funereus (Verreaux, J. & Verreaux, E., 1855), Nominatform – Guinea bis Uganda, Kenia und der Demokratischen Republik Kongo
- M. f. gabela (Traylor, Jr., 1961), –Westangola, Kehle und Brust sind weniger tiefschwarz ohne Glanz, das Weibchen ist blasser und unten bläulich bis schiefergrau

## Stimme
Der Vogel ist sehr ruffreudig mit einem breiten Spektrum von Lauten wie langsames klingelndes „see-er, see-er, see-er“, mal „ss-pye“ oder „fui-tsiu“ (Ruanda) oder „see-tyop“ (Liberia), auch ein metallisches „chut-chut-tzi-tzi-tzi“ und pfeifendes „tsi-tsi-tsi-tu“ oder ein abfallendes „chi-chyu“. Die Art kann auch meisentypisch singen mit lieblichen Pfeiftönen und gelegentlich andere Vögel nachahmen wie beispielsweise den Waldschnäpper (Fraseria ocreata).

## Lebensweise
Die Nahrung umfasst kleine Wirbellose, besonders Käfer und Heuschrecken, auch Larven, Pflanzensamen und Früchte. Meist wird paarweise, in kleinen Familiengruppen oder auch oft in gemischten Jagdgemeinschaften nach Nahrung gesucht, gerne in den Wipfeln hoher Bäume. Die Art bewegt sich meisenartig entlang der Äste und Zweige.
Die Brutzeit ist kaum bekannt. Ein Nest war in 15 m Höhe in einem Loch in einem abgestorbenen Baum. Das Gelege besteht aus 3 Eiern, die Küken betteln um Nahrung noch 3 Monate, nachdem sie das Nest verlassen haben.

## Gefährdungssituation
Der Bestand gilt als „nicht gefährdet“ (Least Concern).